# Aïcha
Aïcha lub Aisha (arab. ‏عائشة‎) – singel algierskiego wokalisty Khaleda z albumu Sahra (1996). Tytuł to arabskie imię żeńskie (dosł. „Żyjąca”). Singiel początkowo nie pojawił się na albumie.
Tematem piosenki jest miłość pewnego mężczyzny do tytułowej Aïchy.
Istnieją dwie oficjalne wersje piosenki: francuska i arabsko-francuska. Popularność sprawiła jednak, że powstało także kilka dodatkowych wersji językowych, m.in.: angielska – zespołu Outlandish i polska – zespołu Magma.
Singiel osiągnął pierwsze miejsca na listach przebojów między innymi we Francji i Belgii oraz status diamentowej płyty we Francji (sprzedano ponad 750 tys. egzemplarzy).